# Saint-Nicholas Cliff Lift

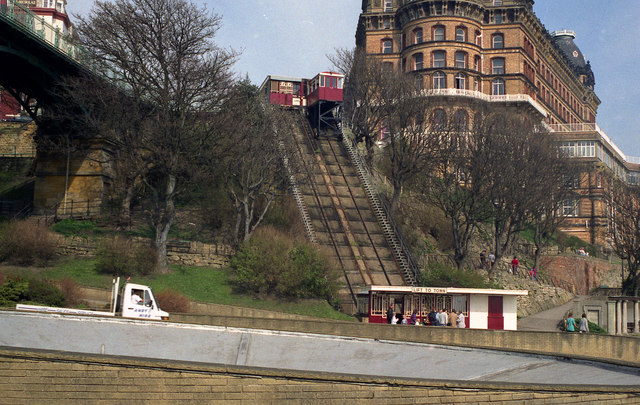
Saint-Nicholas Cliff Lift im Jahr 1995

Der Saint-Nicholas Cliff Lift (auch Lift to the Beach oder Lift to the Town) in der englischen Stadt Scarborough war mit nur 31 Meter Länge die kürzeste Standseilbahn der Welt.

## Geschichte

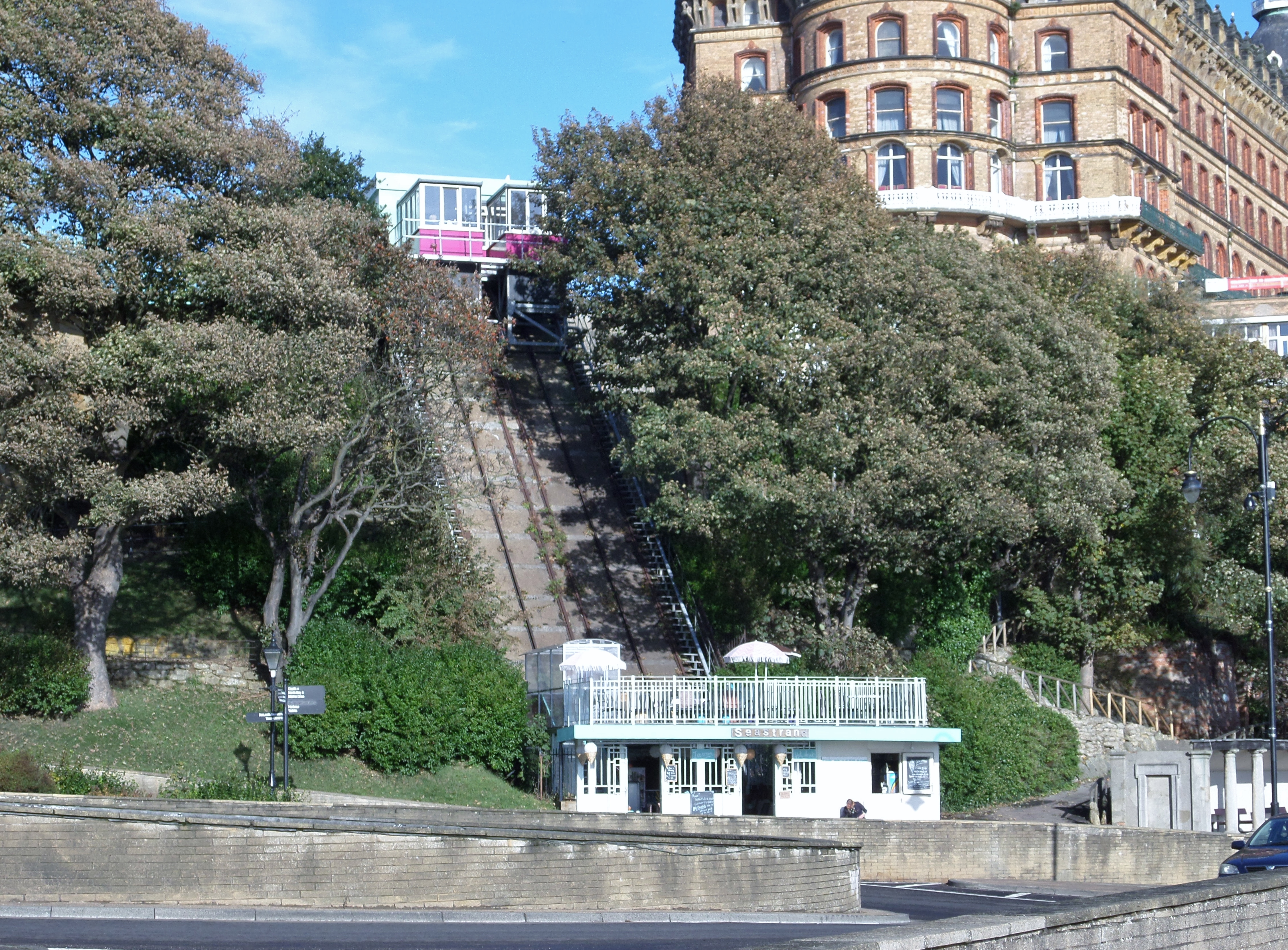
Stillgelegte Bahn mit beiden Fahrzeugen in der Bergstation (2016)

Die Bahn wurde 1929 von der Medway Safety Lift Company Ltd gebaut und am 5. August jenes Jahres eröffnet; die Baukosten betrugen 6000 £. Von Anfang an wurde sie elektrisch betrieben und von der Bergstation aus gesteuert. Zunächst existierte keine Talstation, die Fahrgäste betraten die Fahrzeuge vom Straßenpflaster aus. Der Fahrpreis wurde in der Bergstation entrichtet.
1945 wurde der Saint-Nicholas Cliff Lift an die Scarborough Corporation verkauft. Da die veranschlagten Kosten von 445.000 £ für einen Umbau gemäß aktuellen Gesundheits- und Sicherheitsstandards nicht aufgebracht werden konnten, wurde der Bahnbetrieb im Februar 2007 eingestellt. Im Jahr 2011 wurde bekanntgegeben, dass die Bahn wegen der Höhe der erwarteten Kosten von 630.000 £, um sie wieder betriebssicher zu machen, vermutlich nicht wieder eröffnet werde.
Mittlerweile stehen die beiden Fahrzeuge der stillgelegten Bahn in der Bergstation, die zu einem Restaurationsbetrieb (St. Nicholas Café) umgebaut wurde, und sind in diese Anlage integriert. Auch die Talstation wird gastronomisch genutzt.

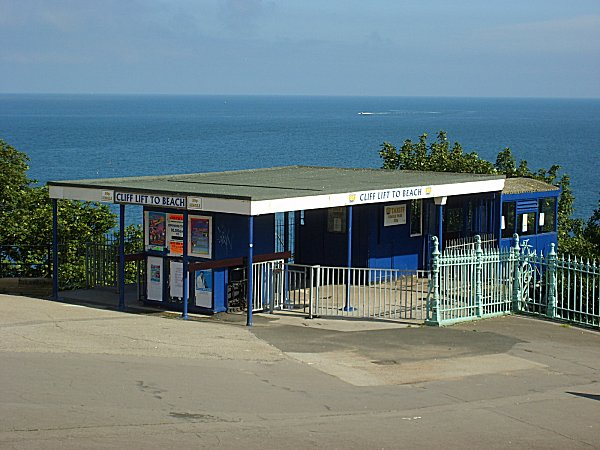
Bergstation (2006)
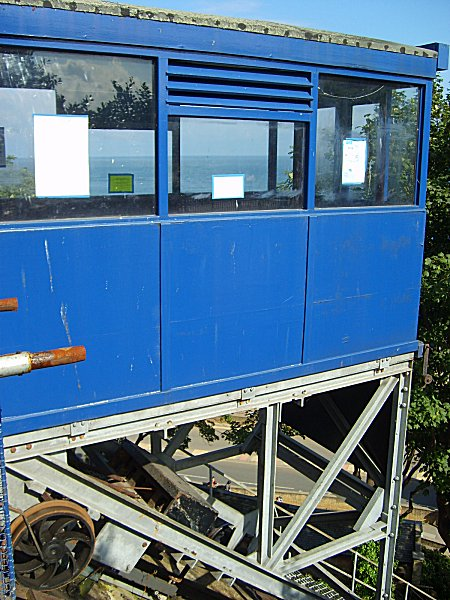
Fahrzeug in der Bergstation (2006)
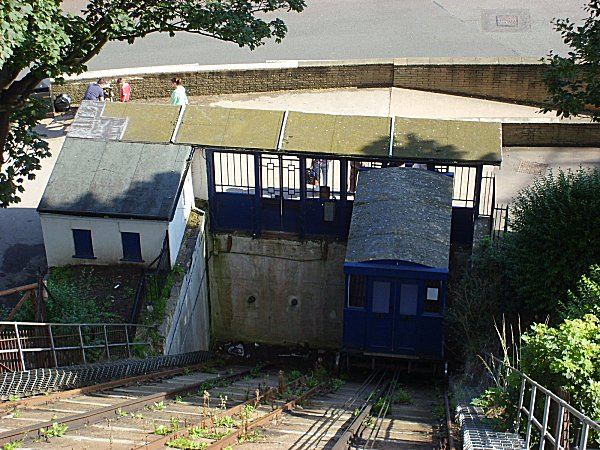
Blick auf die Talstation (2006)
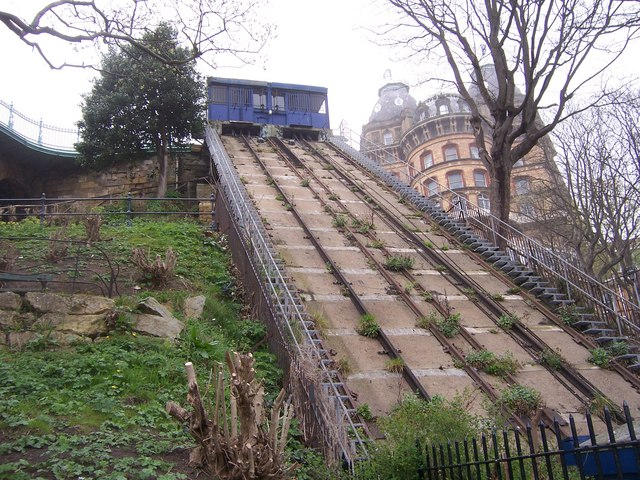
Stillgelegte Strecke (2009)

## Technische Daten
- Spurweite 2,286 mm (7 ft 6 in)
- Steigung 75 %
- Streckenlänge 31 m